# Trichostomum hyalinoblastum
Trichostomum hyalinoblastum är en bladmossart som beskrevs av Brotherus 1902. Trichostomum hyalinoblastum ingår i släktet lansettmossor, och familjen Pottiaceae. Inga underarter finns listade i Catalogue of Life.